# Sosnovyj Bor (Oblast' di Pskov)
Sosnovyj Bor è un insediamento di tipo urbano della Russia europea nordoccidentale, situato nella oblast' di Pskov; appartiene amministrativamente al rajon Sebežskij.